# Horama pretus
Horama pretus är en fjärilsart som beskrevs av Pieter Cramer 1777. Horama pretus ingår i släktet Horama och familjen björnspinnare. Inga underarter finns listade i Catalogue of Life.

## Bildgalleri

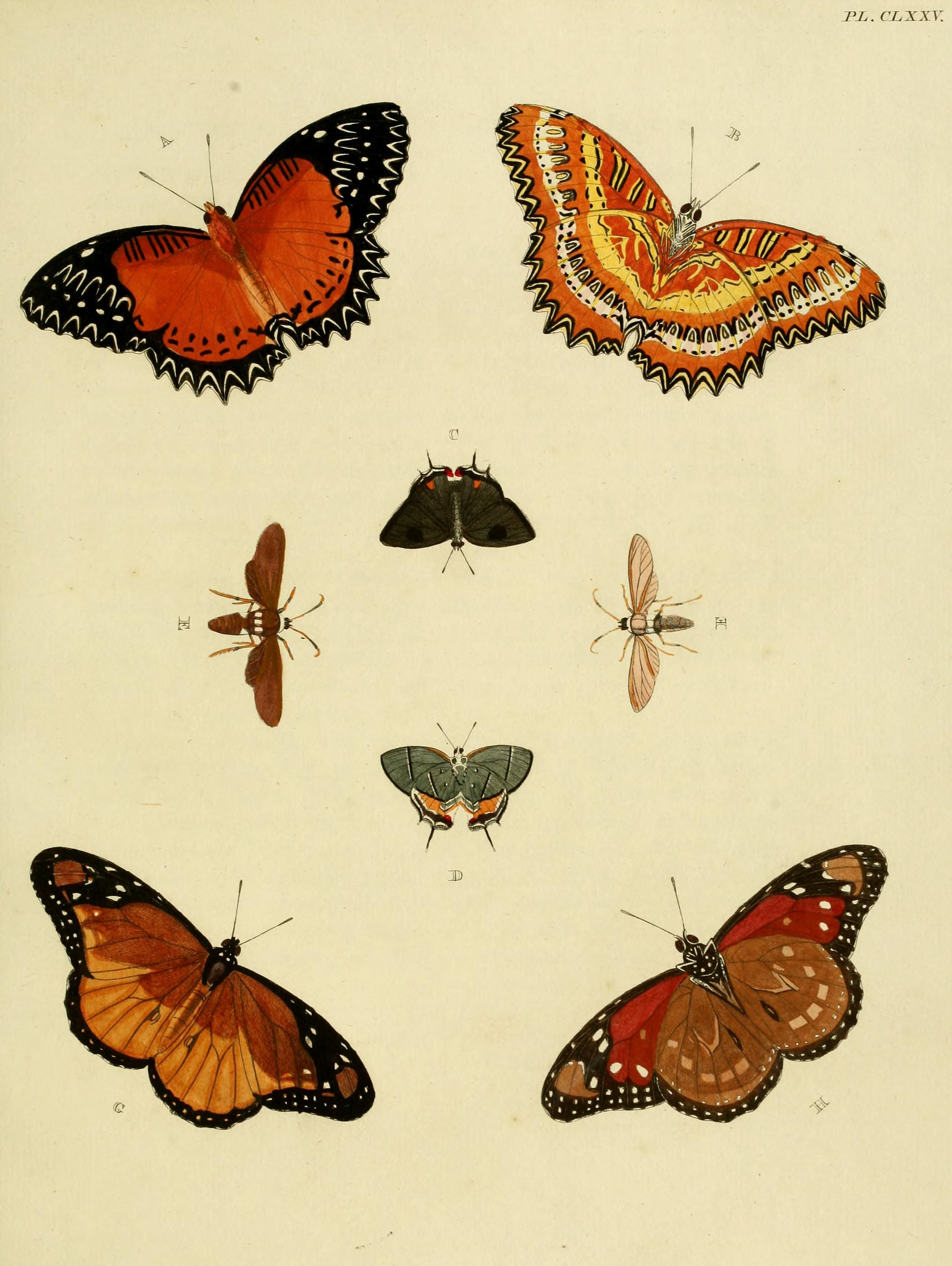